# Picidae
I Picidi (Picidae Vigors, 1825) sono una famiglia di uccelli dell'ordine dei Piciformi, comprendente oltre duecento specie.

## Biologia
I picidi sono ben conosciuti per la loro tecnica di martellare con il becco il tronco degli alberi, sia per alimentarsi con larve di insetti che per creare cavità dove nidificare. Il martellamento ha anche una funzione territoriale, per segnalare la propria presenza a possibili rivali. Caratteristica particolare del picchio è la lunghezza dell'osso ioide, che si avvolge attorno al cranio, passa dietro la testa dividendosi in due parti e poi si ricongiunge in mezzo agli occhi.

## Tassonomia
La famiglia comprende i seguenti generi e specie:
- Genere Jynx
  - Jynx torquilla Linnaeus, 1758 - torcicollo europeo
  - Jynx ruficollis Wagler, 1830 - torcicollo africano
- Genere Picumnus
  - Picumnus innominatus Burton, 1836 - picchi nano macchiato
  - Picumnus aurifrons Pelzeln, 1870 - picchio nano barrato
  - Picumnus lafresnayi Malherbe, 1862 - picchio nano di Lafresnay
  - Picumnus pumilus Cabanis & Heine, 1863 - picchio nano dell'Orinoco
  - Picumnus exilis (M. H. C. Lichtenstein, 1823) - picchio nano di Buffon
  - Picumnus nigropunctatus Zimmer & Phelps, 1950 - picchio nano macchienere
  - Picumnus sclateri Taczanowski, 1877 - picchio nano dell'Ecuador
  - Picumnus squamulatus Lafresnaye, 1854 - picchio nano squamato
  - Picumnus spilogaster Sundevall, 1866 - picchio nano ventrebianco
  - Picumnus minutissimus (Pallas, 1782) - picchio nano della Guiana
  - Picumnus pygmaeus (M. H. C. Lichtenstein, 1823) - picchio nano pigmeo
  - Picumnus steindachneri Taczanowski, 1882 - picchio nano perlato
  - Picumnus varzeae E. Snethlage, 1912 - picchio nano di Varzea
  - Picumnus cirratus Temminck, 1825 - picchio nano barrato
  - Picumnus dorbignyanus Lafresnaye, 1845 - picchio nano ocellato
  - Picumnus temminckii Lafresnaye, 1845 - picchio nano di Temminck
  - Picumnus albosquamatus d'Orbigny, 1840 - picchio nano squamebianche
  - Picumnus fuscus Pelzeln, 1870 - picchio nano bruno
  - Picumnus rufiventris (Bonaparte, 1838) - picchio nano rufiventre
  - Picumnus limae E. Snethlage, 1924 - picchio nano ocra
  - Picumnus nebulosus Sundevall, 1866 - picchio nano marezzato
  - Picumnus castelnau Malherbe, 1862 - picchio nano di Castelnaud
  - Picumnus subtilis Stager, 1968 - picchio nano di Cuzco
  - Picumnus olivaceus Lafresnaye, 1845 - picchio nano oliva
  - Picumnus granadensis Lafresnaye, 1847 - picchio nano grigiastro
  - Picumnus cinnamomeus Wagler, 1829 - picchio nano castano
- Genere Verreauxia
  - Verreauxia africana (J. Verreaux & É. Verreaux, 1855) - picchio nano africano
- Genere Sasia
  - Sasia abnormis (Temminck, 1825) - picchio nano rossiccio
  - Sasia ochracea Hodgson, 1837 - picchio nano ocra
- Genere Nesoctites
  - Nesoctites micromegas (Sundevall, 1866) - picchio nano delle Antille
- Genere Hemicircus
  - Hemicircus concretus (Temminck, 1821) - picchio squamato
  - Hemicircus canente (Lesson, 1832) - picchio bicolore
- Genere Melanerpes
  - Melanerpes candidus (Otto, 1796) - picchio bianco
  - Melanerpes lewis (G. R. Gray, 1849) - picchio di Lewis
  - Melanerpes herminieri (R. P. Lesson, 1830) - picchio della Guadalupa
  - Melanerpes portoricensis (Daudin, 1803) - picchio di Portorico
  - Melanerpes erythrocephalus (Linnaeus, 1758) - picchio testarossa
  - Melanerpes formicivorus (Swainson, 1827) - picchio delle ghiande
  - Melanerpes cruentatus (Boddaert, 1783) - picchio fronterossa
  - Melanerpes flavifrons (Vieillot, 1818) - picchio frontegialla
  - Melanerpes chrysauchen Salvin, 1870 - picchio nucadorata
  - Melanerpes pulcher P. L. Sclater, 1870 - picchio di Sclater
  - Melanerpes pucherani (Malherbe, 1849) - picchio guancenere
  - Melanerpes cactorum (d'Orbigny, 1840) - picchio dei cacti
  - Melanerpes striatus (P. L. S. Müller, 1776) - picchio di Hispaniola
  - Melanerpes radiolatus (Wagler, 1827) - picchio della Giamaica
  - Melanerpes chrysogenys (Vigors, 1839) - picchio guancedorate
  - Melanerpes hypopolius (Wagler, 1829) - picchio pettogrigio
  - Melanerpes pygmaeus (Ridgway, 1885) - picchio dello Yucatan
  - Melanerpes rubricapillus (Cabanis, 1862) - picchio corona rossa
  - Melanerpes uropygialis (S. F. Baird, 1854) - picchio di Gila
  - Melanerpes hoffmannii (Cabanis, 1862) - picchio di Hoffmann
  - Melanerpes aurifrons (Wagler, 1829) - picchio frontedorata
  - Melanerpes santacruzi (Bonaparte, 1838) - picchio di Velasquez
  - Melanerpes carolinus (Linnaeus, 1758) - picchio della Carolina
  - Melanerpes superciliaris (Temminck, 1827) - picchio panciarossa
- Genere Sphyrapicus
  - Sphyrapicus thyroideus (Cassin, 1852) - picchio di Williamson
  - Sphyrapicus varius (Linnaeus, 1766) - picchio ventregiallo
  - Sphyrapicus nuchalis S. F. Baird, 1858 - picchio nucarossa
  - Sphyrapicus ruber (J. F. Gmelin, 1788) - picchio pettirosso americano
- Genere Xiphidiopicus
  - Xiphidiopicus percussus (Temminck, 1826) - picchio verde di Cuba
- Genere Campethera
  - Campethera punctuligera (Wagler, 1827) - picchio macchiefini
  - Campethera bennettii (A.Smith, 1836) - picchio di Bennett
  - Campethera scriptoricauda (Reichenow, 1896) - picchio di Reichenow
  - Campethera nubica (Boddaert, 1783) - picchio di Nubia
  - Campethera abingoni (A.Smith, 1836) - picchio codadorata
  - Campethera mombassica (G.A.Fischer & Reichenow, 1884) - picchio di Mombasa
  - Campethera notata (Lichtenstein, 1823) - picchio di Knysna
  - Campethera cailliautii (Malherbe, 1849) - picchio dorsoverde
  - Campethera maculosa (Valenciennes, 1826) - picchio verde minore
  - Campethera tullbergi Sjöstedt, 1892 - picchio di Tullberg
  - Campethera nivosa (Swainson, 1837) - picchio macchiecamoscio
  - Campethera caroli (Malherbe, 1852) - picchio guancebrune
- Genere Geocolaptes
  - Geocolaptes olivaceus (J.F.Gmelin, 1788) - picchio terragnolo
- Genere Yungipicus Bonaparte, 1854
  - Yungipicus temminckii (Malherbe, 1849) - picchio di Sulawesi
  - Yungipicus nanus (Vigors, 1832) - picchio capobruno
  - Yungipicus canicapillus (Blyth, 1845) - picchio capogrigio
  - Yungipicus maculatus (Scopoli, 1786) - picchio delle Filippine
  - Yungipicus ramsayi (Hargitt, 1881) - picchio delle Sulu
  - Yungipicus moluccensis (J.F.Gmelin, 1788) - picchio della Sonda
  - Yungipicus kizuki (Temminck, 1836) - picchio pigmeo
- Genere Picoides
  - Picoides tridactylus (Linnaeus, 1758) - picchio tridattilo eurasiatico
  - Picoides dorsalis S.F.Baird, 1858 - picchio tridattilo americano
  - Picoides arcticus (Swainson, 1832) - picchio dorsonero
- Genere Dendrocoptes Cabanis and Heine, 1863
  - Dendrocoptes dorae (Bates & Kinnear, 1935) - picchio d'Arabia
  - Dendrocoptes auriceps (Vigors, 1831) - picchio frontebruna
  - Dendrocoptes medius (Linnaeus, 1758) - picchio rosso mezzano
- Genere Leiopicus Bonaparte, 1854
  - Leiopicus mahrattensis (Latham, 1802) - picchio capogiallo
- Genere Chloropicus Malherbe, 1845
  - Chloropicus namaquus (A.A.H.Lichtenstein, 1793) - picchio barbuto
  - Chloropicus xantholophus Hargitt, 1883 - picchio capodorato
  - Chloropicus pyrrhogaster (Malherbe, 1845) - picchio panciaflammea
- Genere Dendropicos Malherbe, 1849
  - Dendropicos elachus Oberholser, 1919 - picchio grigio minore
  - Dendropicos poecilolaemus Reichenow, 1893 - picchio pettomarezzato
  - Dendropicos abyssinicus (Stanley, 1814) - picchio d'Abissinia
  - Dendropicos fuscescens (Vieillot, 1818) - picchio cardinale
  - Dendropicos gabonensis (J.Verreaux & E.Verreaux, 1851) - picchio del Gabon
  - Dendropicos lugubris Hartlaub, 1857 - picchio malinconico
  - Dendropicos stierlingi Reichenow, 1901 - picchio di Stierling
  - Dendropicos elliotii (Cassin, 1863) - picchio di Elliot
  - Dendropicos goertae (Statius Müller, 1776) - picchio grigio maggiore
  - Dendropicos spodocephalus (Bonaparte, 1850) - picchio testagrigia
  - Dendropicos griseocephalus (Boddaert, 1783) - picchio olivaceo
  - Dendropicos obsoletus (Wagler, 1829) - picchio dorsobruno
- Genere Dryobates F.Boie, 1826
  - Dryobates nuttallii (Gambel, 1843) - picchio di Nuttall
  - Dryobates scalaris (Wagler, 1829) - picchio scalare
  - Dryobates pubescens (Linnaeus, 1766) - picchio lanuginoso
  - Dryobates cathpharius (Blyth, 1843) - picchio pettocremisi
  - Dryobates minor (Linnaeus, 1758) - picchio rosso minore
- Genere Veniliornis
  - Veniliornis passerinus (Linnaeus, 1766) - picchio minore
  - Veniliornis frontalis (Cabanis, 1883) - picchio frontemacchiata
  - Veniliornis spilogaster (Wagler, 1827) - picchio macchiebianche
  - Veniliornis mixtus (Boddaert, 1783) - picchio a scacchi
  - Veniliornis lignarius (Molina, 1782) - picchio striato
  - Veniliornis callonotus (Waterhouse, 1841) - picchio dorsoscarlatto
  - Veniliornis dignus (P.L.Sclater & Salvin, 1877) - picchio culgiallo
  - Veniliornis nigriceps (d'Orbigny, 1840) - picchio dorsobarrato
  - Veniliornis sanguineus (A.A.H.Lichtenstein, 1793) - picchio insanguinato
  - Veniliornis kirkii (Malherbe, 1845) - picchio gropparossa
  - Veniliornis affinis (Swainson, 1821) - picchio macchierosse
  - Veniliornis chocoensis Todd, 1919 - picchio del Chocò
  - Veniliornis cassini (Malherbe, 1862) - picchio collare dorato
  - Veniliornis maculifrons (von Spix, 1824) - picchio guancegialle
- Genere Leuconotopicus Malherbe, 1845
  - Leuconotopicus borealis (Vieillot, 1809) - picchio dalla coccarda
  - Leuconotopicus fumigatus (d'Orbigny, 1840) - picchio grigiobruno
  - Leuconotopicus arizonae (Hargitt, 1886) - picchio dell'Arizona
  - Leuconotopicus stricklandi (Malherbe, 1845) - picchio di Strickland
  - Leuconotopicus villosus (Linnaeus, 1766) - picchio villoso
  - Leuconotopicus albolarvatus (Cassin, 1850) - picchio testabianca
- Genere Dendrocopos
  - Dendrocopos hyperythrus (Vigors, 1831) - picchio panciarossiccia
  - Dendrocopos macei (Vieillot, 1818) - picchio pettofulvo
  - Dendrocopos analis (Bonaparte, 1850) - picchio pettolentigginoso
  - Dendrocopos atratus (Blyth, 1849) - picchio pettostriato
  - Dendrocopos darjellensis (Blyth, 1845) - picchio del Darjeeling
  - Dendrocopos himalayensis (Jardine & Selby, 1831) - picchio dell'Himalaya
  - Dendrocopos assimilis (Blyth, 1849) - picchio del Sind
  - Dendrocopos syriacus (Hemprich & Ehrenberg, 1833) - picchio di Siria
  - Dendrocopos leucopterus (Salvadori, 1871) - picchio alibianche
  - Dendrocopos major (Linnaeus, 1758) - picchio rosso maggiore
  - Dendrocopos noguchii (Seebohm, 1887) - picchio di Okinawa
  - Dendrocopos leucotos (Bechstein, 1802) - picchio dorsobianco
- Genere Piculus
  - Piculus simplex (Salvin, 1870) - picchio alirossicce
  - Piculus callopterus (Lawrence, 1862) - picchio guancestriate
  - Piculus leucolaemus (Natterer & Malherbe, 1845) - picchio golabianca
  - Piculus litae (Rothschild, 1901) - picchio di Lita
  - Piculus flavigula (Boddaert, 1783) - picchio golagialla
  - Piculus chrysochloros (Vieillot, 1818) - picchio verdeoro
  - Piculus aurulentus (Temminck, 1821) - picchio dai sopraccigli
- Genere Colaptes
  - Colaptes rubiginosus (Swainson, 1820) - picchio olivaoro
  - Colaptes auricularis (Salvin & Godman, 1889) - picchio coronato
  - Colaptes aeruginosus (Malherbe, 1862) - picchio oliva dorato messicano
  - Colaptes rivolii (Boissonneau, 1840) - picchio mantocremisi
  - Colaptes atricollis (Malherbe, 1850) - picchio collonero
  - Colaptes punctigula (Boddaert, 1783) - picchio pettomacchiato
  - Colaptes melanochloros (J.F.Gmelin, 1788) - picchio barreverdi
  - Colaptes auratus (Linnaeus, 1758) - picchio aurato
  - Colaptes chrysoides (Malherbe, 1852) - picchio dorato
  - Colaptes fernandinae Vigors, 1827 - picchio di Fernandina
  - Colaptes pitius (Molina, 1782) - picchio del Cile
  - Colaptes rupicola d'Orbigny, 1840 - picchio delle Ande
  - Colaptes campestris (Vieillot, 1818) - picchio del campo
- Genere Celeus
  - Celeus loricatus (Reichenbach, 1854) - picchio cannella
  - Celeus undatus (Linnaeus, 1766) - picchio vermicolato
  - Celeus grammicus (Natterer & Malherbe, 1845) - picchio pettosquamato
  - Celeus castaneus (Wagler, 1829) - picchio castano
  - Celeus elegans (Statius Müller, 1776) - picchio elegante
  - Celeus lugubris (Malherbe, 1851) - picchio crestapallida
  - Celeus flavescens (J.F.Gmelin, 1788) - picchio crestabionda
  - Celeus ochraceus (von Spix, 1824) -
  - Celeus flavus (Statius Müller, 1776) - picchio crema
  - Celeus spectabilis P.L.Sclater & Salvin, 1880 - picchio testarossiccia
  - Celeus obrieni Short, 1973 - picchio di Kaempfer
  - Celeus torquatus (Boddaert, 1783) - picchio collare nero
  - Celeus galeatus (Temminck, 1822) - picchio crestato
- Genere Dryocopus
  - Dryocopus schulzi (Cabanis, 1883) - picchio nerastro
  - Dryocopus lineatus (Linnaeus, 1766) - picchio lineato
  - Dryocopus pileatus (Linnaeus, 1758) - picchio pileato
  - Dryocopus javensis (Horsfield, 1821) - picchio panciabianca
  - Dryocopus hodgei (Blyth, 1860) - picchio delle Andamane
  - Dryocopus martius (Linnaeus, 1758) - picchio nero
- Genere Campephilus
  - Campephilus pollens (Bonaparte, 1845) - picchio possente
  - Campephilus haematogaster (Tschudi, 1844) - picchio panciacremisi
  - Campephilus rubricollis (Boddaert, 1783) - picchio collorosso
  - Campephilus robustus (Lichtenstein, 1818) - picchio robusto
  - Campephilus melanoleucos (J.F.Gmelin, 1788) - picchio crestacremisi
  - Campephilus guatemalensis (Hartlaub, 1844) - picchio beccochiaro
  - Campephilus gayaquilensis (Lesson, 1845) - picchio di Guayaquil
  - Campephilus leucopogon (Valenciennes, 1826) - picchio dorsocrema
  - Campephilus magellanicus (King, 1827) - picchio di Magellano
  - Campephilus principalis (Linnaeus, 1758) - picchio beccoavorio
  - Campephilus imperialis (Gould, 1832) - picchio imperiale
- Genere Chrysophlegma
  - Chrysophlegma miniaceum (Pennant, 1769) - picchio fasciato
  - Chrysophlegma mentale (Temminck, 1826) - picchio golascacchi
  - Chrysophlegma flavinucha (Gould, 1834) - nucagialla maggiore
- Genere Picus
  - Picus chlorolophus Vieillot, 1818 - nucagialla minore
  - Picus puniceus Horsfield, 1821 - picchio alicremisi
  - Picus viridanus Blyth, 1843 - picchio pettovergato
  - Picus vittatus Vieillot, 1818 - picchio striolato
  - Picus xanthopygaeus (J.E.Gray & G.R.Gray, 1847) - picchio golastriata
  - Picus squamatus Vigors, 1831 - picchio panciasquamata
  - Picus awokera Temminck, 1836 - picchio del Giappone
  - Picus viridis Linnaeus, 1758 - picchio verde
  - Picus sharpei (Saunders, 1872) -
  - Picus vaillantii (Malherbe, 1847) - picchio di Leivallant
  - Picus rabieri (Oustalet, 1898) - picchio collare rosso
  - Picus erythropygius (Elliot, 1865) - picchio testanera
  - Picus canus J.F.Gmelin, 1788 - picchio cenerino
- Genere Dinopium
  - Dinopium rafflesii (Vigors, 1830) - picchio dorsoliva
  - Dinopium shorii (Vigors, 1831) - dorso di fiamma dell'Himalaya
  - Dinopium javanense (Ljungh, 1797) - dorso di fiamma comune
  - Dinopium everetti (Tweeddale, 1878) -  dorso di fiamma di Everett
  - Dinopium benghalense (Linnaeus, 1758) - dorso di fiamma groppanera
  - Dinopium psarodes (A.A.H.Lichtenstein, 1793)
- Genere Chrysocolaptes
  - Chrysocolaptes lucidus (Scopoli, 1786) - dorso di fiamma maggiore
  - Chrysocolaptes haematribon (Wagler, 1827) -
  - Chrysocolaptes xanthocephalus Walden & E.L.Layard, 1872 - picchio testagialla
  - Chrysocolaptes erythrocephalus Sharpe, 1877 - picchio testarossa
  - Chrysocolaptes strictus (Horsfield, 1821) - picchio di Giava
  - Chrysocolaptes guttacristatus (Tickell, 1833) -
  - Chrysocolaptes stricklandi (E.L.Layard, 1854) -
  - Chrysocolaptes festivus (Boddaert, 1783) - picchio nucabianca
- Genere Gecinulus
  - Gecinulus grantia (Horsfield, 1840) - picchio testachiara
  - Gecinulus viridis Blyth, 1862 - picchio del bambù
- Genere Blythipicus
  - Blythipicus rubiginosus (Swainson, 1837) - picchio marrone
  - Blythipicus pyrrhotis (Hodgson, 1837) - picchio baio
- Genere Reinwardtipicus
  - Reinwardtipicus validus (Temminck, 1825) - picchio dorsoarancio
- Genere Micropternus
  - Micropternus brachyurus (Vieillot, 1818)  - picchio rossiccio
- Genere Meiglyptes
  - Meiglyptes tristis (Horsfield, 1821) - picchio groppacamoscio
  - Meiglyptes jugularis (Blyth, 1845) - picchio nerocamoscio
  - Meiglyptes tukki (Lesson, 1839) - picchio collocamoscio
- Genere Mulleripicus
  - Mulleripicus fulvus (Quoy & Gaimard, 1830) - picchio cinereo
  - Mulleripicus funebris (Valenciennes, 1826) - picchio fuligginoso
  - Mulleripicus pulverulentus (Temminck, 1826) - picchio ardesia

### Specie presenti in Italia

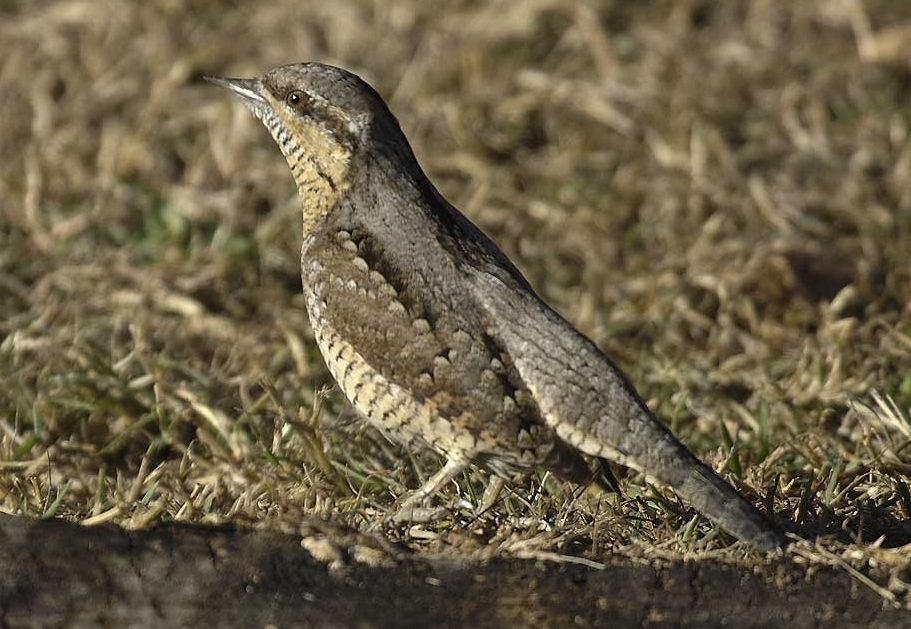
Torcicollo (Jynx torquilla)
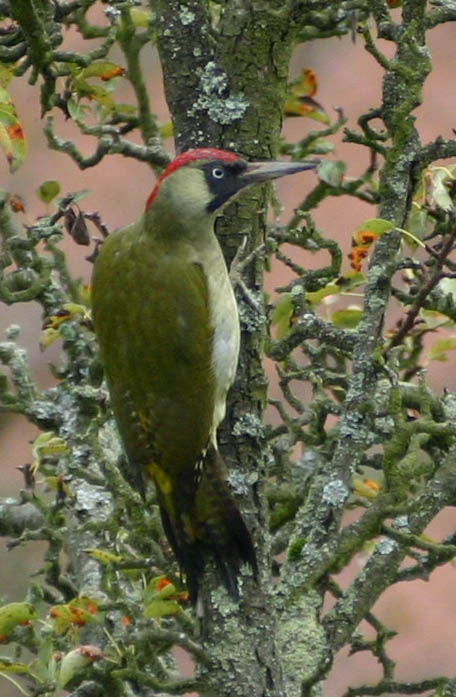
Picchio verde (Picus viridis)
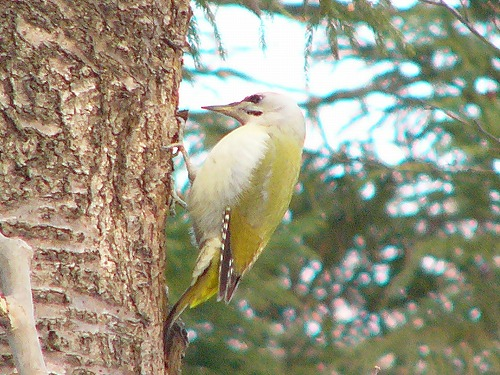
Picchio cenerino (Picus canus)
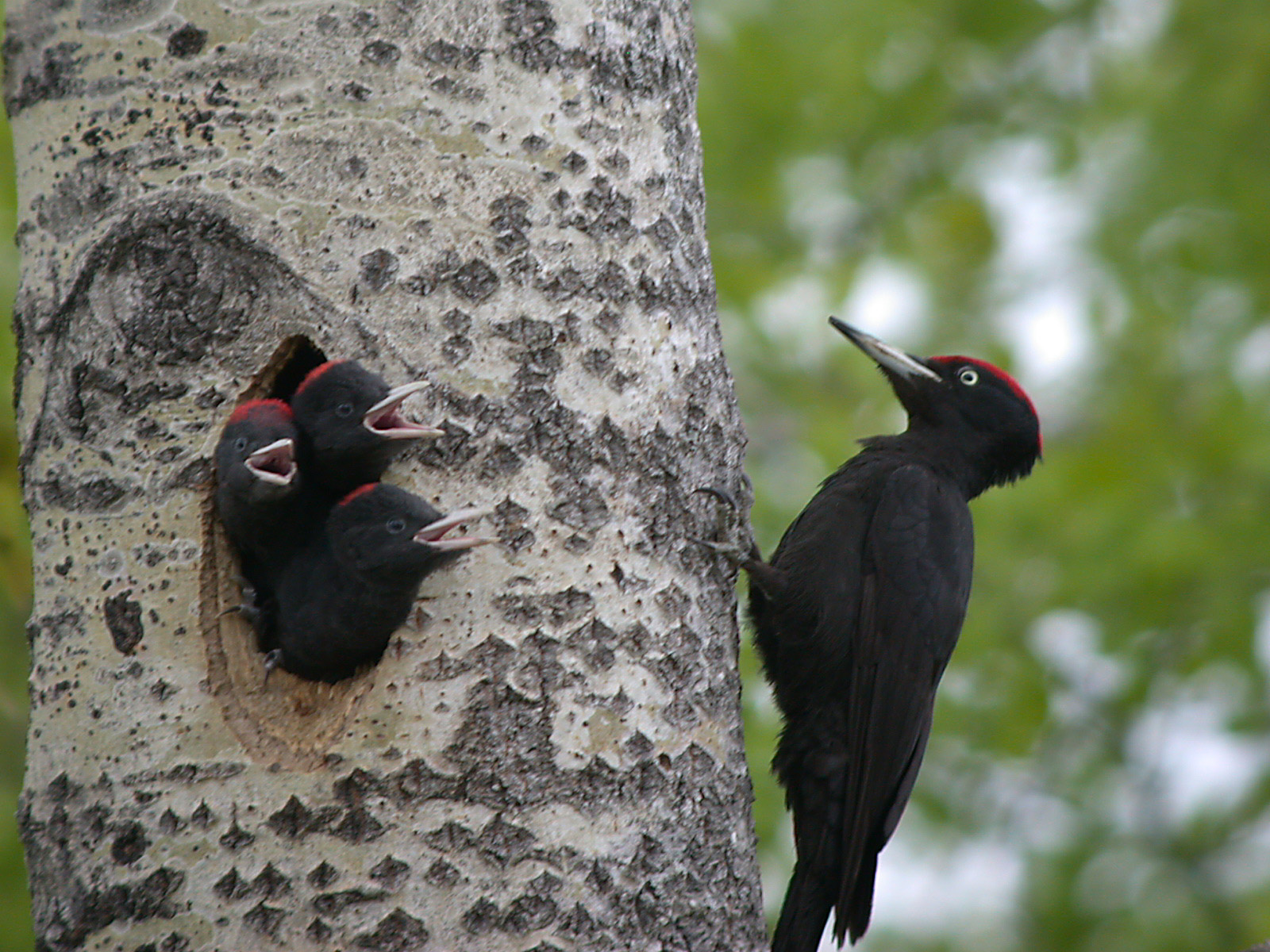
Picchio nero (Dryocopus martius)
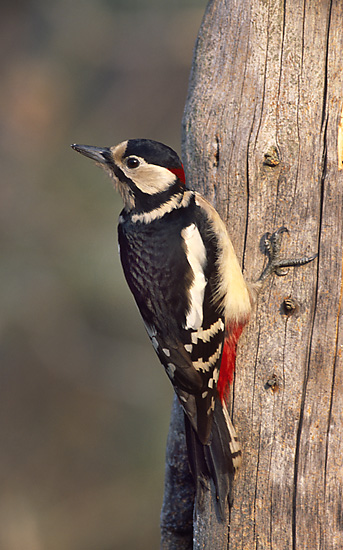
Picchio rosso maggiore (Dendrocopos major)
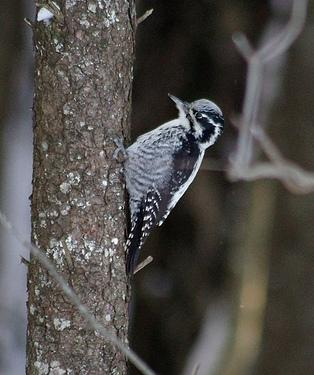
Picchio tridattilo (Picoides tridactylus)
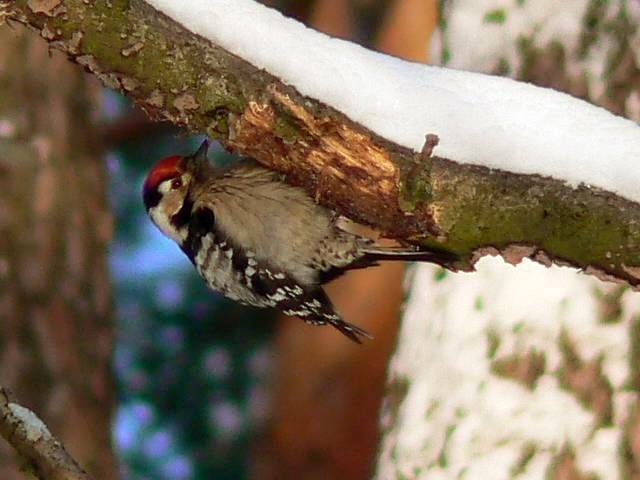
Picchio rosso minore (Dryobates minor)
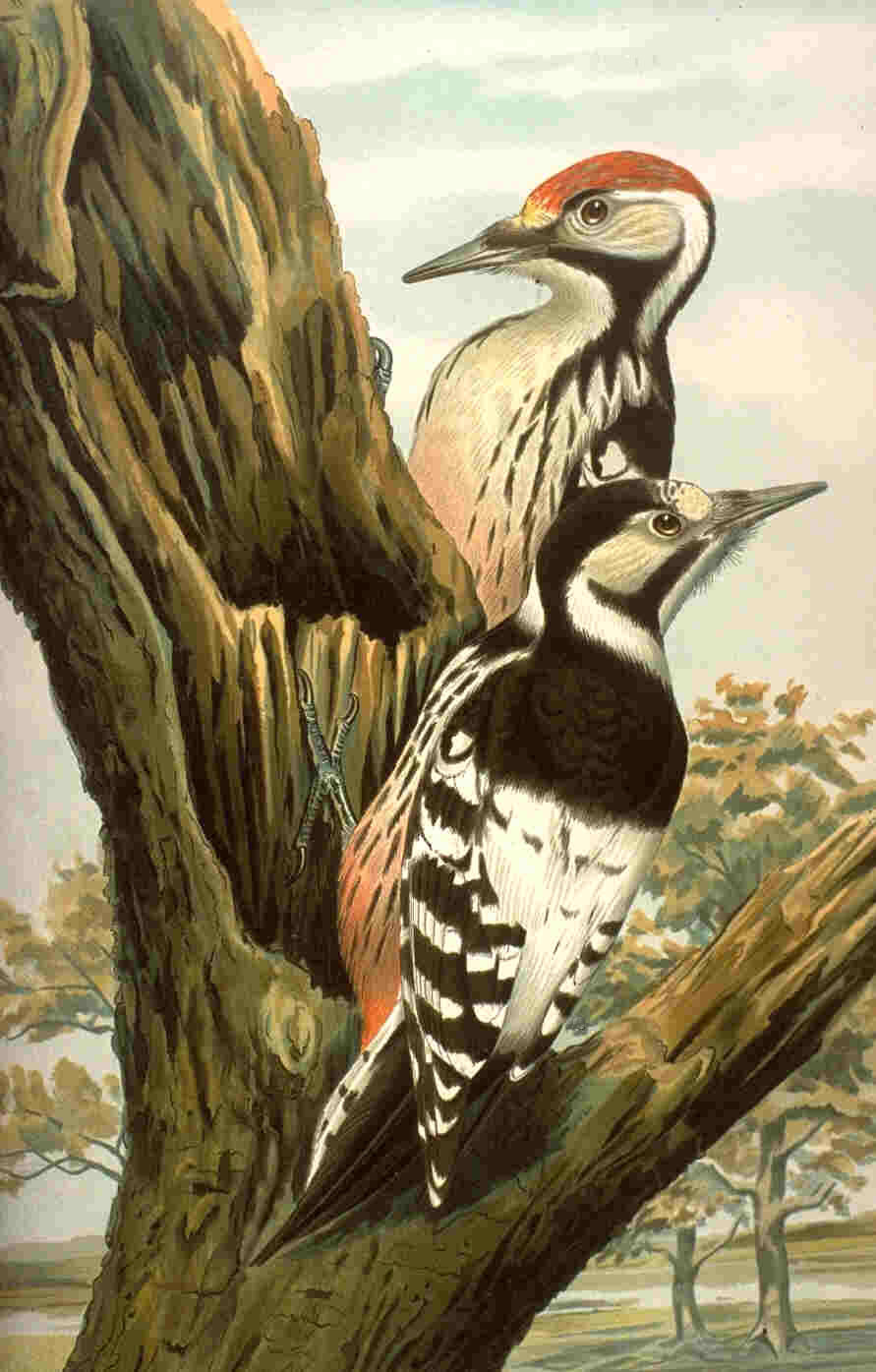
Picchio dorsobianco (Dendrocopos leucotos)
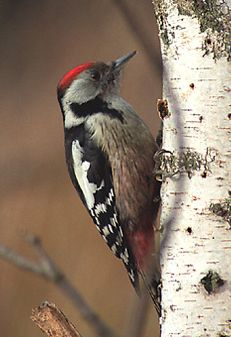
Picchio rosso mezzano (Dendrocoptes medius)